# Karel Élodie Ziketh
Karel Elodie Ziketh est une coureuse de 100 mètres haies ivoirienne née le 23 septembre 1991.

## Biographie
Bien qu'elle représente la Côte d'Ivoire, elle est originaire de Cachan en France. Elle a déménagé aux États-Unis pour étudier la gestion des affaires au Collège Benedict. Elle a terminé sixième aux Championnats d'Afrique d'athlétisme 2016, n'a pas terminé la course aux Jeux de la Francophonie 2017 et a participé aux Universiades d'été 2017 et aux Championnats du monde d'athlétisme en salle 2018 sans atteindre la finale.
Aux Jeux de la Francophonie 2017, elle a également remporté une médaille d'or au relais 4 × 100 mètres.
Le 28 avril 2018, elle bat ses meilleurs temps personnels sur 100m haies (13,43 secondes) et sur 100 mètres (11 s 69).

## Palmarès
| Date | Compétition             | Lieu    | Résultat | Épreuve     | Temps   |
| ---- | ----------------------- | ------- | -------- | ----------- | ------- |
| 2016 | Championnats d'Afrique  | Durban  | 6e       | 100 m haies | 13 s 68 |
| 2017 | Jeux de la Francophonie | Abidjan | 1re      | 4 x 100 m   | 44 s 22 |
| 2018 | Championnats d'Afrique  | Asaba   | 5e       | 100 m haies | 13 s 70 |
| 2018 | Championnats d'Afrique  | Asaba   | 2e       | 4 x 100 m   | 44 s 40 |